# Yuta Arai (Fußballspieler, 2003)
Yuta Arai (japanisch 新井 悠太 Arai Yuta; * 24. März 2003 in Takasaki, Präfektur Gunma) ist ein japanischer Fußballspieler.

## Karriere
Yuta Arai erlernte das Fußballspielen in der Schulmannschaft der Maebashi Ikuei High School sowie in der Universitätsmannschaft der Tōyō-Universität. Von Juni 2023 bis Saisonende 2024 wurde er von der Universität an den Zweitligisten Tokyo Verdy ausgeliehen. Sein Zweitligadebüt gab Yuta Arai am 5. Juli 2023 (24. Spieltag) im Heimspiel gegen V-Varen Nagasaki. Bei der 1:2-Heimniederlage wurde er in der 68. Minute für Yūji Kitajima eingewechselt. Am Ende der Saison 2023 wurde er mit Verdy Tabellendritter. In den Aufstiegsspielen konnte man sich durchsetzen und stieg in die erste Liga auf. Nach 12 Ligaspielen wurde er nach der Ausleihe im Februar 2025 fest von Tokyo Verdy unter Vertrag genommen.